# Parafia Świętych Apostołów Piotra i Pawła w Chojnowie
Parafia pw. Świętych Apostołów Piotra i Pawła w Chojnowie znajduje się w dekanacie chojnowskim w diecezji legnickiej. Jej proboszczem jest ks. Marek Osmulski. Obsługiwana przez księży diecezjalnych. Erygowana w 1995.